# Państwowa Inspekcja Pracy
Państwowa Inspekcja Pracy (PIP) – polski organ nadzoru i kontroli nad przestrzeganiem prawa pracy, w szczególności przepisów oraz zasad bezpieczeństwa i higieny pracy, a także przepisów dotyczących zatrudnienia i innej pracy zarobkowej.
Siedziba PIP znajduje się przy ul. Barskiej 28/30 w Warszawie.

## Kierownictwo[3][4]
- Marcin Stanecki – Główny Inspektor Pracy od 14 czerwca 2024[5][6]
- Jarosław Leśniewski – zastępca Głównego Inspektora Pracy od 26 listopada 2020[7]
- Aneta Gronowicz – zastępca Głównego Inspektora Pracy od 6 grudnia 2024[8]
- Urszula Langer – zastępca Głównego Inspektora Pracy od 6 grudnia 2024

## Historia
Państwowa Inspekcja Pracy została powołana dekretem Naczelnika Państwa Józefa Piłsudskiego 3 stycznia 1919. Pierwszym Głównym Inspektorem Pracy był Franciszek Sokal, a jego następca, Marian Klott piastował to stanowisko od 1920 do wybuchu II wojny światowej.
W czasie okupacji inspekcja pracy została włączona do niemieckiego urzędu pracy (Arbeitsamt).
Po wojnie Państwowa Inspekcja Pracy była stopniowo odbudowywana, m.in. dzięki zaangażowaniu Głównego Inspektora Henryka Altmana.
Główny Inspektor Pracy ustanowił w 1989 nagrodę imienia Haliny Krahelskiej przyznawaną za „wybitne osiągnięcia w dziedzinie prewencji zagrożeń zawodowych, nadzoru i kontroli przestrzegania prawa pracy, wynalazczości, projektowania i wdrażania bezpiecznych technik i technologii w zakresie ochrony pracy, a także popularyzacji prawa pracy i ochrony zdrowia oraz bezpieczeństwa pracy”.

### Główni inspektorzy pracy
Na podstawie materiału źródłowego
- Franciszek Sokal (1919–1920)
- Marian Klott (1920–1939)
- Henryk Altman (1944–1952)
- Edmund Żebrowski (1952–1954)
- Zdzisław Wierzbicki (1954–1966)
- Henryk Kowalski (1967–1987)
- Jan Laskowski (1987–1990)
- Tadeusz Sułkowski (1990–1999)
- Tadeusz Zając (1999–2002)
- Anna Hintz (2002–2006)
- Bożena Borys-Szopa (2006–2008)
- Tadeusz Zając (2008–2011)
- Anna Tomczyk (2011–2012)
- Iwona Hickiewicz (2012–2016)
- Roman Giedrojć (2016–2017)
- Wiesław Łyszczek (2017–2020)
- Andrzej Kwaliński (2020[12]–2021[13])
- Katarzyna Łażewska-Hrycko (2021[6]–2024)
- Marcin Stanecki (od 2024)

## Struktura i działalność

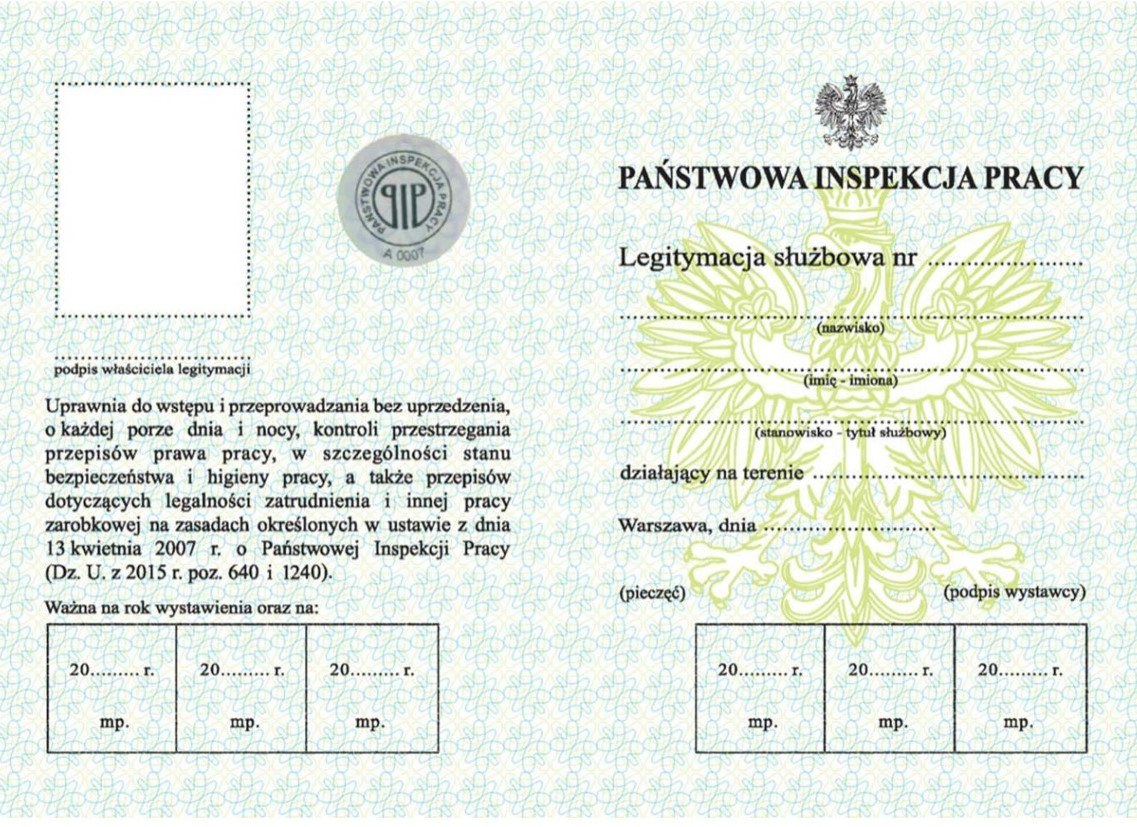
Obowiązujący od 2015 roku wzór legitymacji służbowej pracownika Państwowej Inspekcji Pracy (część wewnętrzna)

W skład Państwowej Inspekcji Pracy wchodzą Główny Inspektorat Pracy (GIP), 16 inspektoratów okręgowych oraz Ośrodek Szkolenia PIP we Wrocławiu.
Zadaniem Państwowej Inspekcji Pracy jest kontrolowanie zakładów pracy i nadzorowanie przestrzegania przepisów z zakresu prawa pracy oraz przepisów bezpieczeństwa i higieny pracy, np. czy pracodawca wywiązuje się z ciążących na nim obowiązków (wynagrodzenie za pracę, czas pracy, urlopy, ochrona praw kobiet, zatrudnionych osób niepełnosprawnych i młodocianych, a także szeroko rozumianych wymagań bhp). Inspektorzy analizują także przyczyny wypadków w pracy (ciężkich, śmiertelnych, zbiorowych), o których pracodawca ma obowiązek poinformować PIP. Niepoinformowanie o takich wypadkach PIP może być podstawą do ukarania przez inspektora pracy.
W przypadku stwierdzenia łamania praw pracowniczych inspektorzy pracy mogą nałożyć mandat, kierować wnioski o ukaranie do sądów rejonowych, powiadamiać prokuraturę o podejrzeniu popełnienia przestępstwa, wydawać decyzje administracyjne o grzywnach na podstawie ustawy o czasie pracy kierowców. Grzywna może wynosić minimum 1000 zł, maks. 30 tys. zł.
Co roku Główny Inspektor Pracy przedstawia Sejmowi sprawozdanie z działalności Państwowej Inspekcji Pracy. Dokument jest publikowany w postaci druku sejmowego.
W przypadku drastycznego łamania przepisów bhp lub gdy występuje bezpośrednie zagrożenie życia lub zdrowia pracowników, Okręgowy Inspektor Pracy może nakazać zaprzestania działalności zakładu pracy. W przypadku gdy zostaną naruszone przepisy BHP, inspektorzy w czasie kontroli nakazują usunięcie stwierdzonych uchybień w określonym w nakazie terminie lub natychmiastowo. Takie kontrole mogą być przeprowadzane o każdej porze dnia i nocy po uprzednim zawiadomienia pracodawcy o zamiarze wszczęcia kontroli. PIP jest jedyną inspekcją pracy w UE, która musi uprzedzić o kontroli . Brak uprawnień inspektorów do wykonania czynności sprawdzających i rozpoznawczych przed formalnym wszczęciem kontroli utrudnia udowodnienie nielegalnego zatrudnienia w przypadku złożenia fałszywych oświadczeń przez pracodawcę, że pracownicy właśnie rozpoczęli pracę, więc jeszcze mają czas na zawarcie umowy czy zgłoszenie do ZUS.
Inspekcja udziela bezpłatnie porad w zakresie prawa pracy (porady osobiste i telefoniczne – szczegóły można znaleźć na stronach internetowych PIP). Kontroluje ponadto przestrzeganie przepisów w zakresie wprowadzania do obrotu maszyn, narzędzi itp. w zakresie podstawowych wymagań bezpieczeństwa i higieny pracy.
Nowa ustawa o Państwowej Inspekcji Pracy, która weszła w życie 1 lipca 2007, przekazała inspekcji pracy dotychczasowe kompetencje wojewodów w zakresie kontrolowania legalności zatrudnienia obywateli polskich i obcokrajowców.
Nowelizacja art. 89a ustawy o transporcie drogowym (art. 37 pkt 6 ustawy z dnia 19 grudnia 2008 r. o zmianie ustawy o swobodzie działalności gospodarczej oraz o zmianie niektórych innych ustaw) stanowi, że inspektorzy Państwowej Inspekcji Pracy dokonują kontroli w zakresie przewozu drogowego. W związku z powyższym uprawnieni do kontroli mają prawo nałożyć na wykonującego przewozy drogowe lub inne czynności związane z tym przewozem karę pieniężną, w drodze decyzji administracyjnej, tak samo jak organy Inspekcji Transportu Drogowego.

## Budżet, zatrudnienie i wynagrodzenia
Wydatki i dochody Państwowej Inspekcji Pracy są realizowane w części 12 budżetu państwa.
W 2017 wydatki PIP wyniosły 321,44 mln zł, a dochody 1,6 mln zł. Przeciętne zatrudnienie w przeliczeniu na pełne etaty wyniosło 2444 osób, a średnie miesięczne wynagrodzenie brutto 7586,7 zł.
W ustawie budżetowej na 2018 wydatki Państwowej Inspekcji Pracy zaplanowano w wysokości 324,62 mln zł, a dochody 1,37 mln zł.